# Margaretaskolorna

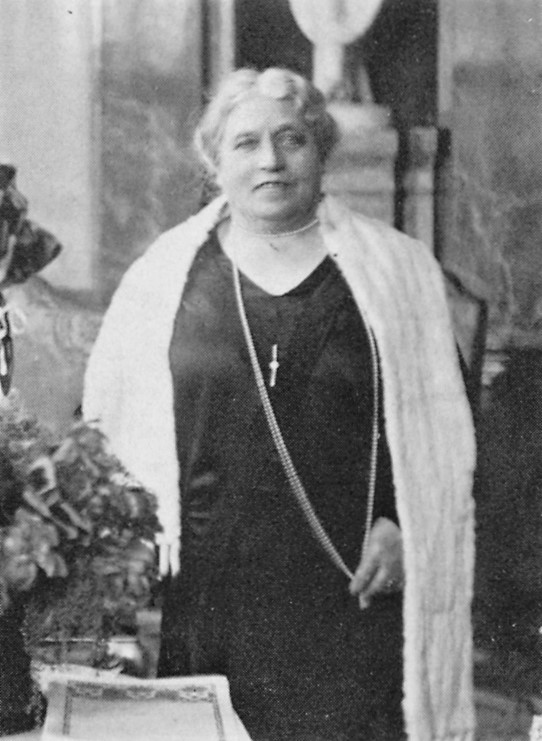
Margaretaskolornas grundare Hanna Lindmark

Margaretaskolorna var svenska hushållsskolor som byggde på ett nytt koncept, uppkallade efter den populära kronprinsessan Margareta. De bestod av servering, utbildningsverksamhet, butik med färdiglagad mat och ibland även festvåning. Den första Margaretaskolan öppnade 1905 i Norrköping och den sista Margaretaskolan stängdes 1977. Den svenska entreprenören Hanna Lindmark stod bakom Margaretaskolorna och vid hennes död 1941 testamenterades verksamheten till fyra missionssamfund, Svenska kyrkans mission, Svenska missionsförbundet, "Svenska missionen i Kina" och Sällskapet Svensk Baptistmission. Verksamheten drevs vidare i bolagsform av de fyra samfunden, men avvecklades under 1970-talet. År 1976-1992 var Svenska Missionsförbundet ensam ägare av bolaget samt ansvarig för hushållsskolans pensionsstiftelse.

## Första Margaretaskolan i Norrköping
Hanna Lindmark öppnade sin första matservering i Östersund. I samband med öppnandet av hushållsskolan i Norrköping skapades benämningen Margaretaskolan. En bidragande orsak till etableringen var den kommande konst- och industriutställningen i Norrköping 1906 vilket de räknade med skulle skapa efterfrågan på serveringsställen.

## Koncept
Det fanns behov av städade serveringar (dit även kvinnor och barn kunde gå) och det fanns behov för unga kvinnor att lära sig matlagning. Hanna Lindmark kombinerade dessa i Margaretaskolorna där unga kvinnor fick betala för att gå i hushållsskola och fick öva genom att bedriva verksamheten: servering, butik med färdiglagad mat och festvåning. Margaretaskolorna vilade på kristen grund. Etablissemangen var alkoholfria och var mycket ansedda.

## Etableringar
Sammanlagt öppnade 12 Margaretaskolor: Norrköping, Stockholm (där den första av fyra etableringar startade på Bältgatan 5 lagom till olympiska sommarspelen 1912, andra adresser var Regeringsgatan 47, Citypalatset på Norrmalmstorg 1-3 och Fenixpalatset på Adolf Fredriks kyrkogata 10), Göteborg (Dicksonska palatset), Helsingborg, Linköping (servering vid stora torget, butik på Bokhållaregatan), Örebro, Borås, Västerås, Lund, Malmö och Jönköping.

## Nedgång och fall
Den sista Margaretaskolan stängdes 1977 efter en lång tids nedgång. Efter Hanna Lindmarks död övergick ägandet av Margaretaskolorna till bland annat Missionsförbundet. Oscar von Malmborg tog kontroll över bolaget och hans svärson Gunnar Törnqvist blev VD. Den senare förde ett utsvävande liv, vilket bekostades med förskingrade medel från Margaretaskolorna.